# Bandera de Sant Martí de Tous
La bandera oficial de Sant Martí de Tous té el següent blasonament:
Bandera apaïsada de proporcions dos d'alt per tres de llarg, faixada amb sis faixes blanques i blaves.
Va ser aprovada el 10 de maig de 1993 i publicada en el DOGC el 21 de maig del mateix any amb el número 1748.